# Manus (isola)
Manus è un'isola dell'Oceania localizzata nel nord della Papua Nuova Guinea.
È l'isola più grande delle Isole dell'Ammiragliato, e la quinta per dimensione di Papua Nuova Guinea con una superficie di circa 2100 km². L'isola è coperta prevalentemente dalla giungla.
Il punto più alto è il Monte Dremsel con 718 metri sul livello del mare, localizzato nella parte centrale della costa meridionale. Manus è di origine vulcanica, emersa dalla superficie dell'oceano nel tardo Miocene, 8-10 milioni di anni fa.
Manus ha una popolazione di circa 33 000 abitanti. Amministrativamente è un distretto della provincia di Manus e Lorengau, la capitale della provincia, si trova sull'isola.